# Half Man Half Biscuit
Half Man Half Biscuit je post-punková skupina, založená v Birkenheadu v roce 1984. Zaujala svými texty plnými absurdního humoru, slovních hříček a ironických narážek na dobovou popkulturu.
V roce 1985 skupina vydala debutové album Back in the DHSS (DHSS je zkratka britského ministerstva zdravotní a sociální péče; zpěvák a textař Nigel Blackwell byl v té době evidován jako nezaměstnaný), které skončilo na 60. místě v hitparádě UK Albums Chart a vyhrálo žebříček nezávislých vydavatelství UK Indie Chart. V následujícím roce vydali hitovou píseň The Trumpton Riots a účinkovali na festivalu v Glastonbury, pak se skupina rozpadla. Znovu se dala dohromady na festivalu v Readingu v roce 1990. Jejich přístup k hudebnímu průmyslu byl svérázný — například odmítli hrát živě v televizním pořadu The Tube, protože by nestihli zápas svého oblíbeného fotbalového klubu Tranmere Rovers.

## Diskografie
- 1985 Back in the DHSS
- 1987 Back Again in the DHSS
- 1991 ACD
- 1991 McIntyre, Treadmore and Davitt
- 1993 This Leaden Pall
- 1995 Some Call It Godcore
- 1997 Voyage to the Bottom of the Road
- 1998 Four Lads Who Shook the Wirral
- 2000 Trouble Over Bridgwater
- 2002 Cammell Laird Social Club
- 2005 Achtung Bono
- 2008 CSI:Ambleside
- 2011 90 Bisodol (Crimond)
- 2014 Urge for Offal
- 2018 No-One Cares About Your Creative Hub So Get Your Fuckin' Hedge Cut
- 2022 Voltarol Years